# Jardin du port de l'Arsenal
Jardin de l'Arsenal (česky Zahrada Arzenál) je veřejný park, který se nachází v Paříži ve 12. obvodu podél vodního kanálu Bassin de l'Arsenal. Park byl vybudován v roce 1983 a jeho rozloha činí 10 400 m2. Jeho název je odvozen od nedaleké zbrojnice, která dále název celé čtvrti, a kde dnes sídlí Bibliothèque de l'Arsenal.

## Historie
V těchto místech nechal král Karel V. vybudovat městské opevnění doplněné vodním příkopem. Jeho součástí byla i pevnost Bastila. Samotné hradby nechal strhnout Ludvík XIV. Poté, co byla zbořena za Francouzské revoluce i Bastila, zůstal příkop jediným stavebním dokladem středověkého opevnění v této čtvrti. V roce 1805 začalo prohlubování příkopu, které bylo dokončeno až v roce 1825. Poté v něm byl vybudován obchodní přístav. V roce 1983 byl přeměněn na rekreační přístav pro jachty a hausbóty. Zároveň byl vybudován park na jeho levém břehu.

## Vybavení parku
Park byl vybudován ve stylu terasovitých zahrad jižní Francie mezi kanálem a Boulevardem de la Bastille. V parku jsou travnaté plochy i pergoly porostlé popínavými rostlinami. Z dalších druhů zde byl vysazen latnatec, aktinidie nebo zimolez.
V roce 1983 byla rovněž v parku instalována bronzová socha francouzského umělce Henryho Arnolda (1879–1945).